# Jeffrey Williams
Jeffrey Nels Williams (* 18. ledna 1958 v Superior, ve státě Wisconsin, USA) je od května 1996 americký astronaut, člen oddílu astronautů NASA. Ve vesmíru strávil během svých čtyř letů necelých 534 dní se kterými drží současný americký rekord, v celkovém počtu dní strávených v kosmu. Williams se poprvé do vesmíru podíval v roce 2000 na palubě raketoplánu Atlantis. Poté v roce 2006, kdy letěl jako palubní inženýr na Mezinárodní vesmírnou stanici v rámci Expedice 16. Půlroční směnu na ISS si zopakoval ještě dvakrát, v letech 2009–2010, v Expedici 21/22 a v roce 2016 v Expedici 47/48. V Expedicích 22 a 48 působil jako velitel.

## Život

### Voják
Jeffrey Williams se narodil v Superior ve Wisconsinu, dětství prožil ve městě Winter v témže státu, zde také roku 1976 ukončil střední školu. Roku 1980 získal bakalářský titul na Vojenské akademii (U.S. Military Academy). Poté sloužil v armádě, v letech 1981–84 v Německu. Roku 1987 získal magisterský titul na U.S. Naval Postgraduate School. Potom do roku 1991 pracoval v Johnsonovu vesmírném středisku. V letech 1992–93 se učil ve škole zkušebních letců námořnictva (Naval Test Pilot School), následující dva roky strávil na Edwardsově letecké základně.

### Astronaut
Přihlásil se do 12. náboru astronautů NASA roku 1987, kdy se pouze dostal mezi 117 finalistů. Roku 1991 se zúčastnil 14. náboru, ale zase neprošel. Úspěch slavil až napotřetí, v květnu 1996 v 16. náboru. Absolvoval dvouletou všeobecnou kosmickou přípravu a získal kvalifikaci letový specialista.
Záhy po skončení základního výcviku, v listopadu 1998 byl zařazen do posádky letu STS-101. Do vesmíru odstartoval na palubě raketoplánu Atlantis 19. května 2000. Během mise vystoupil do otevřeného vesmíru, výstup trval 6 hodin 44 minut. Raketoplán přistál po 9 dnech, 20 hodinách a 10 minutách letu dne 29. května 2000.
V listopadu 2002 byl jmenován velitelem záložní posádky Expedice 10 na Mezinárodní vesmírnou stanici (ISS), ale už v únoru 2003 byla posádka rozpuštěna. Znovu zahájil přípravu na pobyt na ISS v prosinci 2003, kdy se stal velitelem záložní posádky Expedice 12 (startovala v říjnu 2005) a hlavní posádky Expedice 14 (startovala v září 2006). V září 2005 nahradil Daniela Taniho, palubního inženýra Expedice 13, do kosmu se tak dostal o půl roku dříve.

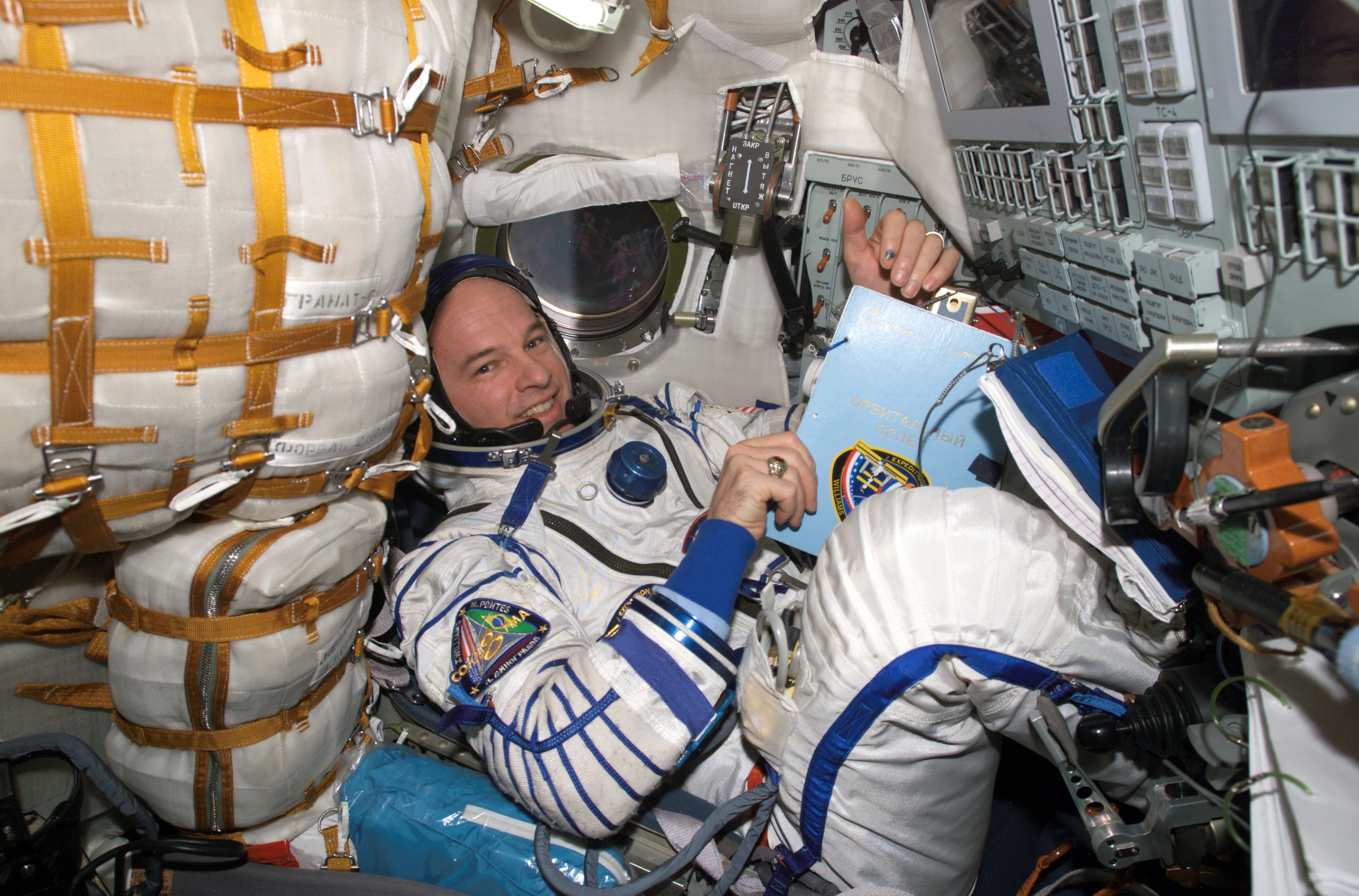
Jeffrey Williams v Sojuzu TMA-8. 26. července 2006.

Podruhé vzlétl do vesmíru 30. března 2006 v ruském Sojuzu TMA-8. Na ISS pracoval společně s Rusem Pavlem Vinogradovem a od července 2006 i Němcem Thomasem Reiterem. Uskutečnil dva výstupy do vesmíru o celkové délce 12 hodin a 25 minut. Dvojice Williams, Vinogradov přistála 29. září 2006 po 182 dnech, 22 hodinách a 43 minutách letu.
V srpnu 2007 byl předběžně zařazen do Expedice 21 (start plánován na říjen 2009), v září (resp. listopadu) 2008 bylo jmenování oficiálně potvrzeno Roskosmosem (resp. NASA). Paralelně od července 2008 působil v záložní posádce Expedice 19 (start v březnu 2009).
Potřetí do kosmu odstartoval 30. září 2009 na palubě lodi Sojuz TMA-16 společně s kolegou z Expedice 21 Maximem Surajevem a kosmickým turistou Guyem Laliberté. Po obvyklém dvoudenním letu se Sojuz spojil s ISS. Laliberé se po týdnu vrátil s vystřídanými členy Expedice 20 na Zem, Williams a Surajev zůstali na stanici do března 2010. Dne 18. března 2010 Surajev s Williamsem v Sojuzu TMA-16 přistáli v Kazachstánu.
V lednu 2014 byl jmenován členem Expedice 47/48 se startem v březnu 2016 v Sojuzu TMA-20M, do posádky s ním byli zařazeni Alexej Ovčinin a Oleg Skripočka. V únoru 2014 jmenování potvrdila NASA. Paralelně byl náhradníkem Scotta Kellyho v Sojuzu TMA-16M (start v březnu 2015). V listopadu 2015 byl Sojuz MS-01 zaměněn za Sojuz TMA-20M.
Trojice Ovčinin, Skripočka, Wiliams vzlétla k ISS 18. března 2016. Na stanici pracoval ve funkci palubního inženýra Expedice 47 a velitele Expedice 48. Během letu provedl s Kathleen Rubinsovou dva výstupy do otevřeného vesmíru o celkové délce 12 hodin a 46 minut. Po necelých šesti měsících se 7. září 2016 ve stejné sestavě posádka Sojuzu TMA-20M vrátila na Zem. Jejich let trval 172 dní, 3 hodiny, 47 minut a 15 sekund.